# Bandeira da União Internacional de Telecomunicações
A bandeira da União Internacional de Telecomunicações consiste no emblema branco da organização em um fundo azul. As cores azul e branco são as cores oficiais das Nações Unidas.
O emblema da UIT consiste na sigla da União ITU  em inglês (International Telecommunication Union) em fonte serifada sobre a representação do globo terrestre, representando seu alcance global. Além disto há a representação de um raio, que representa a eletricidade e as telecomunicações.